# Irans nationalvåben
Irans nationalvåben har siden den iranske revolution i 1979, kendetegnet en stiliseret arabisk skrift med ordet Allah (Gud) og også La ilaha ill Allah (Der er ingen gud udover Allah).
Symbolet består af fire halvmåner og et sværd.
- Wikimedia Commons har flere filer relateret til Irans nationalvåben

| Artikelstump | Spire Denne artikel om et rigsvåben eller statsvåben er en spire som bør udbygges. Du er velkommen til at hjælpe Wikipedia ved at udvide den. |